# Messier 61
Messier 61 (również M61, NGC 4303) – galaktyka spiralna z poprzeczką znajdująca się w gwiazdozbiorze Panny.
Odkrył ją 5 maja 1779 roku Barnabus Oriani. Tej samej nocy niezależnie odkrył ją Charles Messier, lecz początkowo myślał, że to kometa. Dopiero sześć dni później, gdy okazało się, że obiekt nie przemieszcza się względem gwiazd, uznał ją za obiekt typu mgławicowego i dodał ją do swego katalogu.

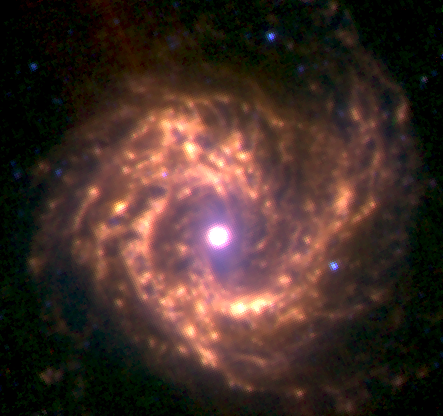
M61 w podczerwieni; zdjęcie wykonał Kosmiczny Teleskop Spitzera

M61 znajduje się w odległości ok. 50 milionów lat świetlnych od Ziemi. Jest to jedna z największych galaktyk w gromadzie w Pannie. Jej średnica wynosi ok. 94 tysięcy lat świetlnych. Należy do galaktyk Seyferta typu 2.
Do tej pory w M61 zaobserwowano osiem supernowych:
- SN 1926A (jasność 12,8m, typ IIL),
- SN 1961I (jasność 13m, typ II),
- SN 1964F (jasność 12m, typ I),
- SN 1999gn (jasność 13,4m, typ II),
- SN 2006ov (jasność 14,8m, typ II),
- SN 2008in (jasność 14,3m, typ II),
- SN 2014dt (jasność 13,2m, typ Ia-p),
- SN 2020jfo, typ II[5].

M61 jest zatem rekordzistką wśród galaktyk z katalogu Messiera. Więcej supernowych (według stanu na maj 2020) odkryto tylko w NGC 6946.